# Адорно, Антониотто (1479)
Антониотто II Адорно (итал. Antoniotto Adorno; Генуя, 1479 — Милан, 1528) — дож Генуэзской республики, губернатор Генуи от имени французского короля Франциска I в 1513 году. Последний пожизненный дож Генуи.

## Биография
Антониотто происходил из знатной генуэзской семьи Адорно. Его помнят в первую очередь в свете его долгой борьбы с семьей Фрегозо. Он был графом Ренде и Сан-Фили, бароном Монтальто и генуэзским патрицием. Его брат, Джироламо Адорно, был имперским герцогом, личным советником императора. 
Один из его предков, носивший то же имя, Антониотто Адорно (1340—1398), также был избран дожем 17 июня 1378 года, но отказался от поста в тот же вечер. Позже он избирался дожем три раза. Не следует также путать его с маркизом Антониотто Ботта Адорно, членом Ломбардско-Лигурийской патрицианской династии Ботта Адорно, который жил в XVII-XVIII веках, занимал высшие посты в империи Габсбургов и был австрийским посланником в России.
Антониотто II Адорно, будучи в союзе с королём Франции и мощной семьей Фиески, в 1513 году правил Генуей как губернатор от имени французского короля. Позже от рассорился с французами и заключил союз с испанцами.
Адорно был избран дожем в 1522 году, после поражения французов при Бикокке. В том же году он приказал разрушить порт города Савона, чтобы наказать город, который посмел бунтовать против власти Генуи.
Адорно оставался на своём посту до 1527 года, когда был свергнут адмиралом Андреа Дориа, после чего бежал в Милан, где и умер в 1528 году.
С Антониотто закончилась политическая власть династии Адорно в Генуе.